# Обыкновенный амарант
Обыкновенный амарант, или крошечный амарант (лат. Lagonosticta senegala) — африканская птица из семейства вьюрковых ткачиков.

## Описание
Обыкновенный амарант длиной от 9,5 до 11 см. Самцы окрашены в красный цвет, хвост чёрный, крылья коричневые. По бокам груди, у некоторых подвидов также в середине груди, имеется крохотные белые точки. Цвет глаз от коричневого до тёмно-красного. Веки жёлтые. Клюв красноватый с черноватой вершиной.
Оперение самок в зависимости от подвида от желтовато-бурого до бурого цвета. Тело по бокам, а также грудь и спина у некоторых подвидов с красноватым отливом. На нижней стороне тела оперение светлее и более желтоватое у некоторых подвидов. У них также, как у самцов, имеются белые мелкие точки по бокам груди, а также красный клюв и красноватую грудь.
Молодые птицы имеют бледную коричневато-серую окраску.
Призывный крик звучит как «чик-пи-пи-пи».

## Распространение
Вид обитает на большей части Африки к югу от Сахары. Ареал охватывает примерно 10 млн. км². Среда обитания — это преимущественно сухие ландшафты саванн и буша. Птицы предпочитают густые заросли акаций по берегам рек. Однако их можно наблюдать также на границе пустынь, а также на полянах влажных джунглей. В отдельных регионах он встречается также на высокогорьях. Так в Аддис-Абебе он встречается на высоте 2 200 м, а в южной Африке — на высоте 1 700 м над уровнем моря. Кроме того, это гемерофил, который обитает также в деревнях в зоне Сахеля и на окраинах городов. Часто птицы ищут корм вместе с домашними курами. Птицы живут парами, после периода гнездования они собираются в маленькие стаи.

## Питание
Обыкновенный амарант питается преимущественно семенами трав и зерновыми.

## Размножение
Птицы вьют гнёзда в кустарниках. В кладке от 3 до 6 яиц.